# Rockville (Maryland)
Rockville è un comune degli Stati Uniti d'America, capoluogo della contea di Montgomery nello Stato del Maryland.
Father John Misty, cantautore folk-rock, è originario del luogo.